# Брюховецький Іван Якович
Брюховецький Іван Якович (27 лютого 1932, Головківка) — 2006 механізатор, Герой Соціалістичної Праці.

## Біографія
Народився 27 лютого 1932 року в селі Головківка Чигиринського району Черкаської області.
1948 року добровольцем вирушив на відбудову Донбасу. Там два роки працював у Краснодоні, на шахті № 17. 1951 року був призваний до лав Радянської Армії. Служив у Тбілісі в 14-му окремому зенітному батальйоні. Батальйон знаходився у секреті, на охороні підступів до однієї з військових баз Закавказького військового округу.
Після повернення з армії Іван Брюховецький в 1954 році закінчив курси механізаторів широкого профілю на Медведівській МТС. Повернувся до Головківки і спочатку працював на тракторі «Універсал». 1960 року був клич радянського керівництва щодо створення механізованих ланок за прикладом Олександра Васильовича Гіталова. В 1966 році місцеве правління почало створювати таку ланку і Іван Якович став ланковим. Ланка складалася з важкого гусеничного трактора Т-74 і колісного «Бєларусь». Почали вирощувати кукурудзу за новими технологіями — пунктирним способом. За вирощування 100 центнерів зерна кукурудзи з гектара в 1971 році присвоєно звання Героя Соціалістичної Праці.
Закінчив Уманський технікум сільського господарства в 1977 році. З 1991 року — на пенсії. Був депутатом Чигиринської районної ради.
Помер в 2006 році. Похований в рідному селі.

## Нагороди
Нагороджений орденами Леніна, Трудового Червоного Прапора, медалями «За трудову доблесть», «За трудову відзнаку», золотою, срібною та бронзовою медалями ВДНГ СРСР.